# بانو کرواسان
بانو کروسان' (به انگلیسی: Lady Croissant) آلبومی از هنرمند اهل استرالیا، سیا است که ۳ آوریل ۲۰۰۷ منتشر شد.